# Disney Legends
El galardón Disney Legends fue inaugurado en 1987 por la Walt Disney Company para recompensar a los hombres y mujeres que contribuyeron de manera ejemplar con la empresa. Los galardones son designados y entregados cada año durante una ceremonia especial.
Las personalidades condecoradas son elegidas por un comité que estaba presidido por Roy E. Disney, sobrino de Walt Disney y presidente honorario de la Walt Disney Company hasta su fallecimiento el 16 de diciembre de 2009. El comité está compuesto por gerentes de Disney de gran antigüedad así como historiadores y otras autoridades.
El trofeo de bronce, que se le otorga a los galardonados y que representa el brazo de Mickey Mouse sosteniendo una varita mágica, fue concebido por el escultor Andrea Favilli. Además, cada uno de los ganadores del premio recibe una placa de bronce con sus huellas y su firma (o su nombre en caso de entregarse de forma póstuma) expuesto en el Disney Legends Plaza de Burbank. En 1998, una versión de 4,5 metros de altura del trofeo fue inaugurada durante la ceremonia de ese año, lo que llevó a que se rebautizara el lugar.
La Walt Disney Company describe el trofeo de la siguiente forma:

El trofeo Disney Legends está compuesto por tres elementos que caracterizan las contribuciones hechas por sus talentosos poseedores:
- La espiral: representa la imaginación, el poder de una idea.
- La mano: combina el don de la habilidad, disciplina y técnica.
- La varita y la estrella: representa la magia, la chispa que se enciende cuando la imaginación y la habilidad se combinan para crear un nuevo sueño.

## Galardonados

### 1987
- Fred MacMurray, Filmación

### 1988
Ningún galardonado

### 1989
Con la excepción de Ub Iwerks, forman los Nine Old Men (Nueve Ancianos) de Disney.
- Les Clark, Animación
- Marc Fraser Davis, Animación
- Ub Iwerks, Animación
- Ollie Johnston, Animación
- Milt Kahl, Animación
- Ward Kimball, Animación
- Eric Larson, Animación
- John Lounsbery, Animación
- Wolfgang Reitherman, Animación
- Frank Thomas, Animación

### 1990
- Roger Broggie, Animación
- Joe Fowler, Atracciones
- John Hench, Animación
- Richard Irvine, Animación
- Herb Ryman, Animación
- Richard Sherman, Música
- Robert Sherman, Música

### 1991
- Ken Anderson, Animación
- Julie Andrews, Filmación
- Carl Barks, Animación y Publicación
- Mary Blair, Animación
- Claude Coats, Animación
- Don DaGradi, Animación y Filmación
- Sterling Holloway, Animación
- Fess Parker, Filmación y Televisión
- Bill Walsh, Filmación y Televisión

### 1992
- Jimmie Dodd, Televisión
- Bill Evans, Animación
- Annette Funicello, Filmación y Televisión
- Joe Grant, Animación
- Jack Hannah, Animación
- Winston Hibler, Filmación
- Ken O'Connor, Animación
- Roy Williams, Animación y Televisión

### 1993
- Pinto Colvig, Animación - Voces
- Buddy Ebsen, Filmación y Televisión
- Peter Ellenshaw, Filmación
- Blaine Gibson, Animación
- Harper Goff, Filmación
- Irving Ludwig, Filmación
- Jimmy MacDonald, Animación - Voces
- Clarence Nash, Animación - Voces
- Donn Tatum, Administración
- Card Walker, Administración

### 1994
- Adriana Caselotti, Animación - Voces
- Bill Cottrell, Animación y Imagineering
- Marvin Davis, Filmación y Imagineering
- Van France, Atracciones
- David Hand, Animación
- Jack Lindquist, Atracciones
- Bill Martin, Imagineering
- Paul J. Smith, Música
- Frank Wells, Administración

### 1995
- Wally Boag, Atracciones
- Fulton Burley, Atracciones
- Dean Jones, Filmación
- Angela Lansbury, Filmación
- Edward Meck, Atracciones
- Fred Moore, Animación
- Thurl Ravenscroft, Animación - Voces
- Wathel Rogers, Animación
- Betty Taylor, Atracciones

### 1996
- Bob Allen, Atracciones
- Rex Allen, Filmación y Televisión
- X Atencio, Animación
- Betty Lou Gerson, Animación - Voces
- Bill Justice, Animación
- Sam McKim, Animación
- Bob Matheison, Atracciones
- Bob Moore, Animación y Filmación
- Bill Peet, Animación, Escenarios
- Joe Potter, Atracciones

### 1997
- Lucien Adès, Música
- Angel Angelopoulos, Publicación
- Antonio Bertini, Productos derivados de los personajes
- Armand Bigle, Productos derivados de los personajes
- Poul Brahe Pederson, Publicación
- Gaudenzio Capelli, Publicación
- Roberto de Leonardis, Filmación
- Cyril Edgar, Filmación [3]
- Wally Feignoux, Filmación
- Didier Fouret, Publicación
- Mario Gentilini, Publicación
- Cyril James, Filmación y Comercialización
- Horst Koblischek, Productos derivados de los personajes
- Gunnar Mansson, Productos derivados de los personajes
- Arnoldo Mondadori, Publicación
- Armand Palivoda, Filmación
- André Vanneste, Productos derivados de los personajes [4]
- Paul Winkler, Productos derivados de los personajes

### 1998
- James Algar, Animación y Filmación
- Buddy Baker, Música
- Kathryn Beaumont, Animación - Voces
- Virginia Davis, Animación
- Roy Edward Disney, Filmación, Animación y Administración
- Don Escen, Administración
- Wilfred Jackson, Animación
- Glynis Johns, Filmación
- Kay Kamen, Productos derivados de los personajes
- Paul Kenworthy, Filmación
- Larry Lansburgh, Filmación y Televisión
- Hayley Mills, Filmación
- Alfred Milotte y Emma Milotte, Filmación
- Norman "Stormy" Palmer, Filmación
- Lloyd Richardson, Filmación
- Kurt Russell, Filmación
- Ben Sharpsteen, Animación y Filmación
- Masatomo Takahashi, Administración
- Vladimir "Bill" Tytla, Animación
- Dick Van Dyke, Filmación
- Matsuo Yokoyama, Productos derivados de los personajes

### 1999
- Tim Allen, Televisión y Filmación
- Mary Costa, Animación - Voces
- Norman Ferguson, Animación
- Bill Garity, Filmación
- Yale Gracey, Animación y Imagineering
- Al Konetzni, Productos derivados de los personajes
- Hamilton Luske, Animación

### 2000
- Grace Bailey, Animación
- Harriet Burns, Imagineering
- Joyce Carlson, Animación y Imagineering
- Ron Dominguez, Parks & Resorts
- Cliff Edwards, Animación - Voces
- Becky Fallberg, Animación
- Dick Jones, Animación - Voces
- Dodie Roberts, Animación
- Retta Scott, Animación
- Ruthie Tompson, Animación

### 2001
- Howard Ashman, Música
- Bob Broughton, Filmación
- George Bruns, Música
- Frank Churchill, Música
- Leigh Harline, Música
- Fred Joerger, Animación
- Alan Menken, Música
- Martin Sklar, Imagineering
- Ned Washington, Música
- Tyrus Wong, Animación

### 2002
En honor a la inauguración del Walt Disney Studios Park en Disneyland Paris, todos los nominados del 2002 eran de origen europeo. La ceremonia tuvo lugar en el seno del Animation building en el interior del parque.
- Ken Annakin, Filmación
- Hugh Attwooll, Filmación
- Maurice Chevalier, Filmación
- Phil Collins, Música
- Sir John Mills, Filmación
- Robert Newton, Filmación y Televisión
- Sir Tim Rice, Música
- Robert (Bob) Stevenson, Filmación
- Richard Todd, Filmación y Televisión

### 2003
Seguido a un diferendo entre Roy E. Disney y la sociedad, que condujo a la renuncia de Roy, Robert Iger, el nuevo director de Disney lo reemplazó como copresentador junto con Michael Eisner.
- Neil Beckett, Productos de consumo
- Toots Camarata, Música
- Edna Francis Disney
- Lillian Disney
- Orlando Ferrante, Animación
- Richard Fleischer, Filmación
- Floyd Gottfredson, Animación
- Buddy Hackett, Filmación y Télévision
- Harrison Price, Economista
- Alfred Taliaferro, Caricaturista
- Ilene Woods, Música - Voces

### 2004
- Bill Anderson, Filmación, Televisión y Administración
- Tim Conway, Filmación
- Rolly Crump, Animación
- Alice Davis, Animación
- Karen Dotrice, Filmación y Télévision
- Matthew Garber, Filmación
- Leonard H. Goldenson, Televisión
- Bob Gurr, Animación
- Ralph Kent, Animación y Atracciones
- Irwin Kostal, Música
- Melvin Shaw, Animación

### 2005
En honor al aniversario número 50 de Disneyland, todos los nominados estaban relacionados con el Walt Disney Parks and Resorts y/o Walt Disney Imagineering. Roy E. Disney regresa como copresentador.
- Chuck Abbott, Parques & Resorts
- Milt Albright, Parques & Resorts
- Hideo Amemiya, Parques & Resorts
- Hideo Aramaki, Parques & Resorts
- Charles Boyer, Parks & Resorts
- Randy Bright, Animación
- James Cora, Parques & Resorts
- Robert Jani, Parques & Resorts
- Mary Jones, Parques & Resorts
- Art Linkletter, Parques & Resorts
- Mary Anne Mang, Parques & Resorts
- Steve Martin, Parques & Resorts
- Tom Nabbe, Parques & Resorts
- Jack Olsen, Parques & Resorts
- Cicely Rigdon, Parques & Resorts
- William Sullivan, Parques & Resorts
- Jack Wagner, Parques & Resorts
- Vesey Walker, Parques & Resorts

### 2006
- Tim Considine, Televisión y Filmación
- Kevin Corcoran, Televisión y Filmación
- Al Dempster, Animación
- Don Edgren, Animación
- Paul Frees, Televisión, Filmación y Parques
- Peter Jennings, Televisión
- Sir Elton John, Música
- Jimmy Johnson, Música
- Tommy Kirk, Televisión y Filmación
- Joe Ranft, Animación
- David Stollery, Televisión y Filmación
- Ginny Tyler, Televisión y Filmación

### 2007
- Dave Smith, Archivos
- Bob Schiffer, Filmación, Producción
- Floyd Norman, Animación
- Randy Newman, Música
- Tom Murphy, Administración
- Lucille Martin, Administración
- Ron Logan, Parques & Resorts
- Dick Huemer, Animación
- Marge Champion, Animación
- Carl Bongirno, Imagineering
- Art Babbitt, Animación
- Roone Arledge, Televisión

### 2008
- Frank Gifford, Televisión
- Wayne Allwine, Animación - Voces
- Burny Mattinson, Animación
- Bob Booth, Animación
- Neil Gallagher, Animación
- Toshio Kagami, Parques & Resorts
- Walt Peregoy, Animación
- Dorothea Redmond, Animación
- Russi Taylor, Animación - Voces
- Oliver Wallace, Música
- Barbara Walters, Televisión

### 2009
- Tony Anselmo, Animación - Voces
- Harry Archinal, Filmación
- Beatrice Arthur, Filmación y Televisión
- Bill Farmer, Animación - Voces
- Estelle Getty, Filmación y Televisión
- Don Iwerks, Filmación
- Rue McClanahan, Filmación y Televisión
- Leota Toombs Thomas, Parques & Resorts
- Betty White, Filmación y Televisión[5]
- Robin Williams, Filmación, Animación - Voces

### 2010
Ningún galardonado

### 2011
- Regis Philbin, Televisión
- Jim Henson, Filmación
- Jodi Benson, Animación - Voces
- Paige O'Hara, Animación - Voces
- Lea Salonga, Animación - Voces
- Linda Larkin, Animación - Voces
- Anika Noni Rose, Animación - Voces
- Jack Wrather, Parks & Resorts
- Bonita Wrather, Filmación
- Guy Williams, Televisión
- Bo Boyd, Productos para el Consumidor
- Raymond Watson, Administración

### 2012
Ningún galardonado

### 2013
- Tony Baxter, Animación
- Collin Campbell, Animación
- Dick Clark, Televisión
- Billy Crystal, Filmación & Animación - Voces
- John Goodman, Filmación & Animación - Voces
- Steve Jobs, Animación
- Glen Keane, Animación
- Ed Wynn, Filmación & Animación - Voces

### 2015
- Johnny Depp
- George Lucas
- George Bodenheimer
- Andreas Deja
- Eyvind Earle
- Danny Elfman
- Susan Lucci
- Julie Reihm Casaletto
- Carson Van Osten

### 2017
- Mark Hamill
- Stan Lee
- Carrie Fisher
- Manuel Martín González
- Clyde Geronimi
- Whoopi Goldberg
- Wayne Jackson
- Jack Kirby
- Stan Lee
- Garry Marshall
- Julie Taymor
- Oprah Winfrey

### 2019
- Christina Aguilera
- Wing T. Chao
- Robert Downey Jr.
- James Earl Jones
- Jon Favreau
- Bette Midler
- Kenny Ortega
- Barnette Ricci
- Robin Roberts
- Diane Sawyer
- Ming-Na Wen
- Hans Zimmer

### 2022
- Anthony Anderson[6]
- Kristen Bell[6]
- Chadwick Boseman
- Rob't Coltrin
- Patrick Dempsey
- Robert Price "Bob" Foster
- Josh Gad
- Jonathan Groff
- Don Hahn
- Doris Hardoon
- Idina Menzel
- Chris Montan
- Ellen Pompeo
- Tracee Ellis Ross

### 2024
- Miley Cyrus
- Harrison Ford
- Jamie Lee Curtis
- Angela Bassett
- James L Brooks
- James Cameron
- Frank Oz
- Steve Ditko
- Kelly Ripa
- John Williams
- Colleen Atwood
- Joe Rohde
- Mark Henn
- Martha Blanding

 = entregado de forma póstuma